# Liste der Biografien/Clan
Liste der Biografien |
Portal Biografien |
Personensuche
# |
A |
B |
C |
D |
E |
F |
G |
H |
I |
J |
K |
L |
M |
N |
O |
P |
Q |
R |
S |
T |
U |
V |
W |
X |
Y |
Z |
?
 
Ca |
Cb |
Cc |
Ce |
Ch |
Ci |
Cj |
Ck |
Cl |
Cm |
Cn |
Co |
Cr |
Cs |
Ct |
Cu |
Cv |
Cw |
Cy |
Cz
 
Cla |
Cle |
Cli |
Clo |
Clu |
Clw |
Cly
 
Claa |
Clab |
Clac |
Clad |
Clae |
Claf |
Clag |
Clah |
Clai |
Claj |
Clam |
Clan |
Clap |
Clar |
Clas |
Clat |
Clau |
Clav |
Claw |
Clax |
Clay
Die Liste der Biografien führt alle Personen auf, die in der deutschsprachigen Wikipedia einen Artikel haben. Dieses ist eine Teilliste mit 25 Einträgen von Personen, deren Namen mit den Buchstaben „Clan“ beginnt.

## Clan
- Clan, Joachim (1566–1632), deutscher Jurist und Bürgermeister von Hamburg

### Clanc
- Clancey, Phillip Alexander (1917–2001), schottischer Ornithologe
- Clanchy, Michael (1936–2021), britischer Mittelalterhistoriker
- Clancier, Georges-Emmanuel (1914–2018), französischer Dichter, Schriftsteller und Hörfunkjournalist
- Clancy, Abbey (* 1986), britisches Model und Moderatorin
- Clancy, Carl Stearns (1890–1971), US-amerikanischer Autor, Regisseur, Filmproduzent und Abenteurer
- Clancy, Dean (* 2001), irischer Boxer
- Clancy, Donald D. (1921–2007), US-amerikanischer Politiker
- Clancy, Ed (* 1985), englischer Radrennfahrer
- Clancy, Edward Bede (1923–2014), australischer Geistlicher und Theologe, Erzbischof von Sydney, Kardinal
- Clancy, Gil (1922–2011), US-amerikanischer Boxer und Boxtrainer
- Clancy, John Edward (* 1946), australischer Badmintonspieler
- Clancy, John Michael (1837–1903), US-amerikanischer Politiker
- Clancy, John R. (1859–1932), US-amerikanischer Politiker
- Clancy, King (1903–1986), kanadischer Eishockeyspieler
- Clancy, Michael (1949–2010), britischer Politiker, Gouverneur von St. Helena und der Gebiete Ascension und Tristan da Cunha
- Clancy, Robert H. (1882–1962), US-amerikanischer Politiker
- Clancy, Stu (1906–1965), US-amerikanischer American-Football-Spieler
- Clancy, Taliqua (* 1992), australische Beachvolleyballspielerin
- Clancy, Tom (1947–2013), US-amerikanischer SchriftstellerTom Clancy (1947–2013)

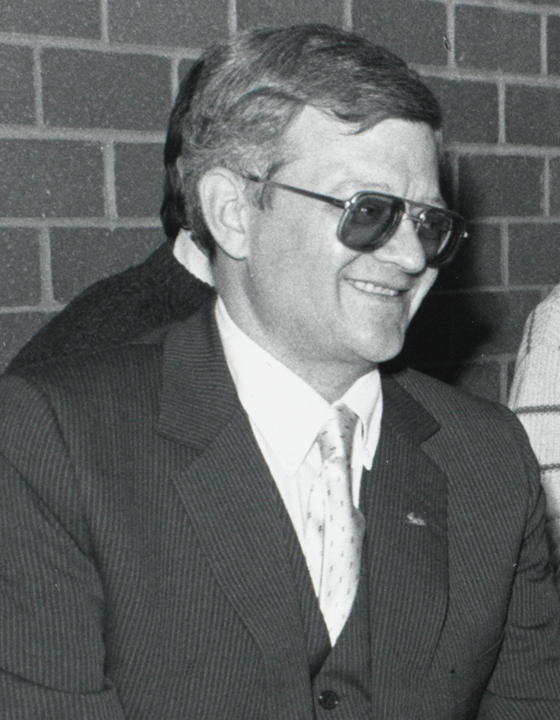
Tom Clancy (1947–2013)

### Clant
- Clant, Adriaan (1599–1665), niederländischer Jonkheer, Diplomat und Verhandlungsführer beim Friede von Münster 1648
- Clant, Otto (1532–1586), niederländischer Adliger und Ritter
- Clanton, James Holt (1827–1871), Politiker in Alabama und General der Konföderierten Staaten im Amerikanischen Bürgerkrieg
- Clanton, Jimmy (* 1938), US-amerikanischer Sänger

### Clanz
- Clanze, Johann († 1706), Anführer des bayerischen Volksaufstandes 1705